# هيو روس (ممثل)
هيو روس (بالإنجليزية: Hugh Ross)‏ هو ممثل بريطاني واسكتلندي، ولد في 28 أبريل 1945 بغلاسكو في المملكة المتحدة.

## وصلات خارجية
- هيو روس على موقع IMDb (الإنجليزية)
- هيو روس على موقع ألو سيني (الفرنسية)
- هيو روس على موقع قاعدة بيانات الفيلم (الإنجليزية)